# Василий (Владимирско-Суздалско княжество)
Вижте пояснителната страница за други личности с името Василий.
Василий Ярославич Костромски е велик княз на Владимирско-Суздалското княжество (1271 – 1276) от династията Рюриковичи.

## Живот
Василий Ярославич е най-малкият син на великия княз Ярослав II. През 1246 получава управлението на Кострома от чичо си Светослав III. Той наследява по-големия си брат Ярослав III като велик княз, но остава да управлява от Кострома и не се премества в някогашната столица Владимир.